# Slay
|  | Esta página é um rascunho. Rascunhos ainda não são ensaios, eles podem estar em processo de escrita ou seu autor apenas esboçou ideias e não tem certeza se há apoio da comunidade para um possível ensaio sobre o tema. Pede-se que não altere o texto sem que haja concordância do autor e não encaminhe-o para eliminação, exceto se ele violar algum pilar ou política oficial. |

Slay é um aplicativo brasileiro criado para facilitar a organização de eventos e a contratação de fornecedores. Disponível para iOS e Android, é desenvolvido pela empresa Slay Intermediação de Serviços de Eventos LTDA. O aplicativo conecta usuários a prestadores de serviços de diferentes segmentos em uma única plataforma digital.

## História
A Slay foi fundada em 2019 por Darson Lourson Carneiro Ventura, empreendedor nascido e criado em Belo Horizonte, Minas Gerais. O projeto surgiu com o objetivo de centralizar a busca por fornecedores de eventos em uma plataforma digital acessível e eficiente.  
Em agosto de 2022, a empresa anunciou um **relançamento e expansão nacional**, com investimento adicional de aproximadamente R$ 350 mil e previsão de faturamento de R$ 1 milhão até 2024.
Inicialmente voltada à Região Metropolitana de Belo Horizonte, a Slay passou a operar também em São Paulo, Rio de Janeiro e Florianópolis, com planos de expansão internacional, incluindo os Estados Unidos.

## Funcionalidades
A plataforma reúne 24 categorias de fornecedores, incluindo buffet, cerimonial, decoração, sonorização, iluminação, fotografia e segurança.
Entre os principais recursos estão:
- Cotação e contratação de fornecedores;
- Envio de convites digitais;
- Gestão de orçamentos e cronogramas;
- Avaliação de prestadores;
- Planos de uso gratuitos e premium.

## Contexto de mercado
O lançamento ocorreu em um período de recuperação do setor de eventos após a pandemia de COVID-19. No Brasil, o segmento de casamentos representa um dos maiores mercados, estimado em cerca de R$ 40 bilhões anuais.
O nome "Slay" deriva do inglês, sendo utilizado de forma coloquial para expressar a ideia de "arrasar" ou "realizar algo de forma impressionante".

## Fundador
O aplicativo foi idealizado por Darson Lourson Carneiro Ventura, empreendedor brasileiro nascido e criado em Belo Horizonte, Minas Gerais. Além de CEO da Slay, Ventura tem se destacado em veículos de imprensa especializados em negócios e tecnologia, apresentando o aplicativo como uma solução para o mercado de eventos.